# 長八の宿

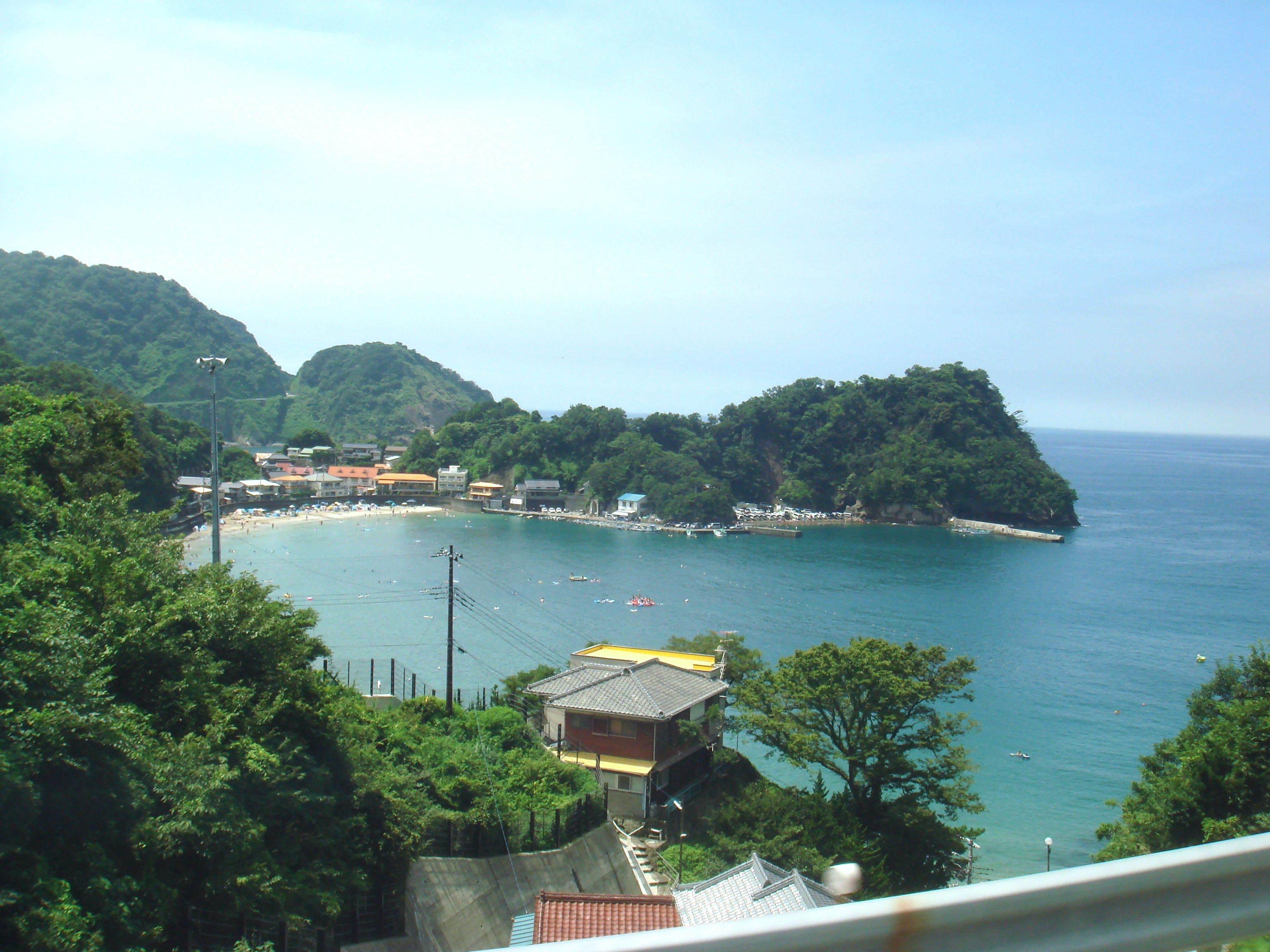
松崎町の海岸の風景

『長八の宿』（ちょうはちのやど）は、つげ義春による日本の漫画作品。1968年（昭和43年）1月に、『ガロ』（青林堂）に発表された全24頁からなる短編漫画作品である。

## 解説
つげ義春の一連の”旅もの”のひとつ。1968年に発表された最初の作品で、同年にはその後、「二岐渓谷」（2月）、「オンドル小屋」（4月）、「ほんやら洞のべんさん」（6月）、「ねじ式」（6月）、「ゲンセンカン主人」（7月）、「もっきり屋の少女」（8月）と多くのつげの代表作が発表されていく。本作は中でも最も明るく清冽なタッチで(底に一抹の悲しみを湛えつつも)描かれている。実在する旅館「山光荘」をモデルにしている。つげは作品発表の前年に当たる1967年（昭和42年）8月に山光荘に宿泊している。旅から作品の完成までわずか2か月しか要しておらず、当時、つげは旅を始め間がなく、自然から受ける印象と旅の気分に浸っていた時期に当たる。主人公がジッさんにパンフレットを読んで聞かせるシーンがあるが、後に（1993年発刊の『つげ義春漫画術』下巻）つげは「よくこんなシーンを自分で作ったな」と感心している。

## あらすじ
主人公の青年は、西伊豆の松崎町に出かけ、入江長八の鏝絵細工で有名な「長八の宿」海風荘に泊まった。主人公は、その宿の下男でひょうきんな性格のジッさんと親しくなり、宿の娘マリのことや、その恋人のことまでを聞かされる。その昔、ジッさんは千葉で漁師をしていたのだが、嵐のために遭難し、松崎まで流れ着いた。ジッさんは、門外不出だという宿のパンフレットを懐から取り出し、宿の娘マリちゃんの文才の自慢や、エッチな女中のトヨちゃんのことなどについてとりとめなく話し出す。

## 作品の舞台

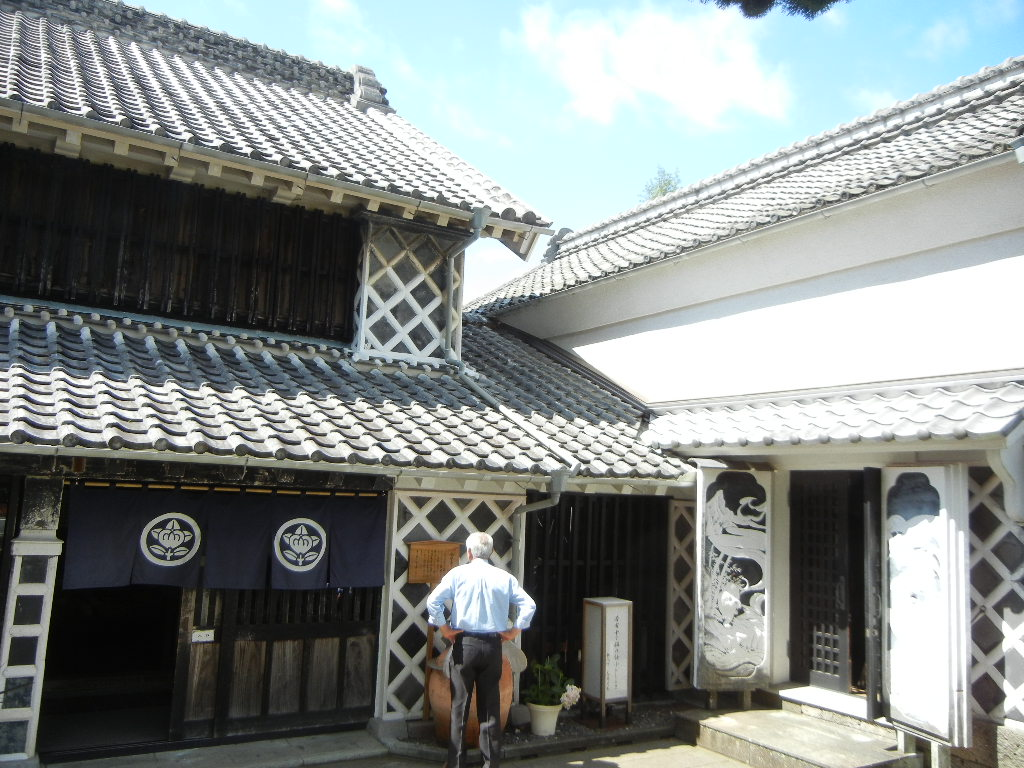
松崎町は鏝絵細工で有名。「中瀬邸」

西伊豆松崎町の「山光荘」という旅館が舞台になっており、宿の内装や伊豆の雰囲気が細やかに描かれている。作品では「海風荘」となっている。山光荘の女将は、その16年後の1983年（昭和58年 注：山光荘HPでは昭和52年と表記されているが誤記と思われる）に、つげ義春宅にお礼を言いにやってきたことがあると「貧困旅行記」の中に書かれており、現在も年賀状を交わすなど親交があるという。女将はつげ義春の住所がどうしても突き止められず、マスメディア関係の客が偶然宿泊した際に依頼してようやく訪ねあてたものであった。作品は山光荘がモデルではあるが、内容はすべてフィクションなので、つげ自身は宿に迷惑をかけたのではないかと心配していた。
山光荘は実際は元造り酒屋で廃屋化していたものを女将さんがどうしても宿屋をやりたくて改装したものだった。しかし、作中では元網元が宿屋に転業したという設定になっている。宿の娘で東京の大学で小説の勉強をしたマリちゃん、エッチな女中のトヨちゃん、下男のジッさんなどが登場するが、いずれも創作である。しかし、実際に当時女子大生の娘がいたのは事実で、女将さんがつげの自宅に礼を述べにやってきた際には、娘さんの夫の運転する車に連れられてきた。
また、作品に登場する人物が2014年05月現在では働いており、繁忙期のみの手伝いなので、運がよければ会えることがある。

### 伊豆半島周遊
つげが伊豆半島を訪れたのは1967年（昭和42年）8月10日、30歳のときである。山光荘は、開業1年目でまだ固定客も少なかったという。その後、テレビ『遠くへ行きたい』に取材されたり、横溝正史原作の映画にも利用された。同行は唯一の友達T君こと立石慎太郎。西伊豆は当時まだ未開発で鄙びており、行くなら今のうちだと噂に聞き立石の車で三島から伊豆半島へ入った。1泊目は湯ヶ島の瀬古峡に面する「湯川屋」に投宿。梶井基次郎も絶賛したというあたりの渓谷美に、修善寺温泉などより格段に優れていると絶賛している。つげらは、その後、天城峠越えはせず、来た道を少し戻るとひどい悪路の土肥峠を越え、途中宇久須の黄金崎を見て西伊豆に入っている。堂ヶ島から松崎を通過し、鄙びた岩浜で多少泳ぐ。雲見でで少し遊び妻良へ向かおうとするが、道が未開通でやむなく松崎へ引き返したところで日が暮れたため、宿探しをするがどこも満員で断られ、門構えの高級感がつげ好みではなかったが、長八の宿「山光荘」に宿泊する。その日は、土蔵の2階の山光荘で最も上等の部屋である「長八の部屋」に通された。料理は鯛の尾頭付きで女中が3人付き、盆踊りの夜で浜風に乗って太鼓の音が聞こえてきた。翌日は、半島突端の石廊崎、下田を見学し、伊東近くの八幡野の鄙びた釣り宿「つり作」に泊まっている。「つり作」では小学2，3年の変にませた女児がおり、仕切りに話しかけられる。女児は全身に蚊に刺されたようなおできのように化膿した炎症を持っていたが、女児は宿の子ではなく、宿の主婦の妹の子で預かっていると分かる。つげは、後にこのエピソードを『庶民御宿』に利用した。「つり作」では、立石が急に不機嫌になりだし、翌朝には宿の女児と2人で女児がヤッパノ岬（八幡野岬）と呼ぶ岬の橋立という場所へ行く。柱状節理の岩場で、つげは思わぬ奇勝を見つけ感激する。

### 元ネタ
千葉県出身のジッさんは、台風で船ごと流されこの地にたどり着いたという設定になっているが、つげの義理の祖父は漁師で実際に台風で伊豆方向に流された経験があるのをつげは聞いていた。義理の祖父は伊豆に流れ着いたわけではなく、帰りは東京湾に寄って、築地あたりで魚を処分したという。この話しがつげの脳裏にあり、空想に混ぜた。
ただし、人物造形においてモデルは全くない。高野慎三が『紅い花』の構想を聞いた頃に、『南風』という長編の話を聞いているが、漂流譚の一種である『南風』の主人公だった初老男性を高野はジッさんの原形ではないかと質問したが、「ないですね」と一言答えた。また、宿の娘マリも実際の娘をモデルにしたわけではなく、娘がいるとは聞いたが、会ってはいないと答えている。

## 細部のリアリズム
全作品に共通する姿勢だが、つげは徹底して細部のリアリズムにこだわる。例えば、漫画に使用される方言には、田舎の人といえば「東北訛り」というようなパターン化された人物が出てくることが多いが、そうならないよう注意している。ジッさんが「オメ」と相手に呼びかける台詞が幾度となく出てくるが、普通なら「オメエ」に決まっている（つげ自身の言葉）が、そうならないよう注意している。「オメ、ハイライト吸うか」というセリフも、わざわざたばこを一服勧めるのだから、いこいやしんせいでは平凡で意外性がないし、ハイライトと言わせるとジッさんらしくない意外性があるが、作り過ぎているのではないかと疑ってみるのだという。

## 評価
- 高野慎三 - 「二岐渓谷」の老夫婦、「オンドル小屋」の少女、「ほんやら堂のべんさん」などと同様に、この作品のジッさんの姿は、ユーモアたっぷりに、しかし哀切に描かれている。彼らの過去と未来を思い、読者は暗たんたる思いを描くかもしれない。が、同時に作中の彼らもそんな生活から脱却や飛翔も可能であったことを鑑みれば、読者であるわたしたちが寄せる作中人物への心情は、ただの思い上がりかもしれない。では作者も思い上がっているのかと言えば、そうではなく、作者はジッさんや少女やべんさんとともに下降しているのかもしれない。なぜなら、つげは傍観者ではなく、当事者なのだから。彼らに作者の姿が仮託されているのだ。観念上の庶民と共存することで、深い孤独からの自己救済を試みたのだ[6]。